# 热尔 (比利时)
热尔（法語：Geer，法語發音：[ʒɛʁ]）是比利时瓦隆大区列日省瓦雷姆區的一个市镇，位于热尔河畔，西北角与弗拉芒大區林堡省接壤，通行法语，是比利时法语社群的一部分，面积23.62平方千米，人口3,430人（2018年1月1日）。

## 地名
该地名“Geer”为法语名，《世界地名译名词典》误将“Geer”当作荷兰语名而误译作“海尔”。